# Hu Bing
Hu Bing ( nacido el 14 de febrero de 1971) es un actor, modelo, cantante, diseñador, productor y filántropo chino. Es conocido por sus interpretaciones en televisión de China y Japón como actor y como un icono de la moda en toda Asia.

## Biografía
Hu era un atleta profesional, un campeón nacional de remo a la edad de 16 años, y un exintegrante de la Selección Nacional de Remo chino. Su carrera deportiva terminó después de que sufrió una lesión en la espalda a la edad de 19 años.

## Carrera

### Modelaje, cine y televisión
Comenzó como a trabajar modelo en 1990 y ha sido el modelo masculino en China desde hace más de 20 años. 
Ganó el "Top Model masculino" bajo el título en 1991 y fue el primer modelo masculino chino en caminar por la pasarela de moda internacional. Desde entonces.
En 1992, se convirtió en un modelo de pasarela profesional y fue denominado como el "Mejor modelo masculino en China" por Valentino Garavani en 1993. 
Hu ha sido la imagen de muchos de los principales nombres de la moda a nivel internacional como Louis Vuitton, Dolce & Gabbana, Valentino, entre otros. 
Comenzó su transición desde la pasarela a la pantalla de la TV en 1996 y se convirtió en una de las personalidades después del éxito de la serie de televisión titulada "Love Talks" (1999), en la que interpretó el su personaje principal. 
En la década del 2000, debido a sus exitosas presentaciones en la pantalla chica, Hu se hizo muy conocido en toda Asia. Al mismo tiempo, también fue un cantante profesional, productor de televisión, anfitrión de televisión (En China y Japón) y el exeditor y jefe de la revits "Harper" (China). 
Permanentemente a partir de 2000 a 2005, Hu fue elegido como uno de los cuatro jóvenes actores más populares de China (Hu salió de China para fortalecer aún más sus aptitudes escénicas en un instituto estadounidense en 2005 ). 
En 2005, en el pico de su carrera como actor, se fue al centro de atención para fortalecer aún más sus aptitudes escénicas en una institución de artes escénicas en los Estados Unidos. 
En 2008, regresó a la escena del entretenimiento de Asia y desempeñó interpretando a personajes principales en películas japonesas y chinas y además en dramas televisivos. 
Durante en el Festival de Cine Internacional de Roma en 2010, Hu fue nominado para el premio como "Mejor Actor" por su interpretación  en la película "The Back" (2010), producida por Luc Besson, una película franco-china. La película también recibió una nominación a la "Mejor Película " .

### Filántropo
Ha ayudado a organizaciones de caridad chinas e internacionales y actúa como embajador de buena voluntad, especialmente para aquellos que se ocupan de los niños desfavorecidos y discapacitados.

## Filmografía

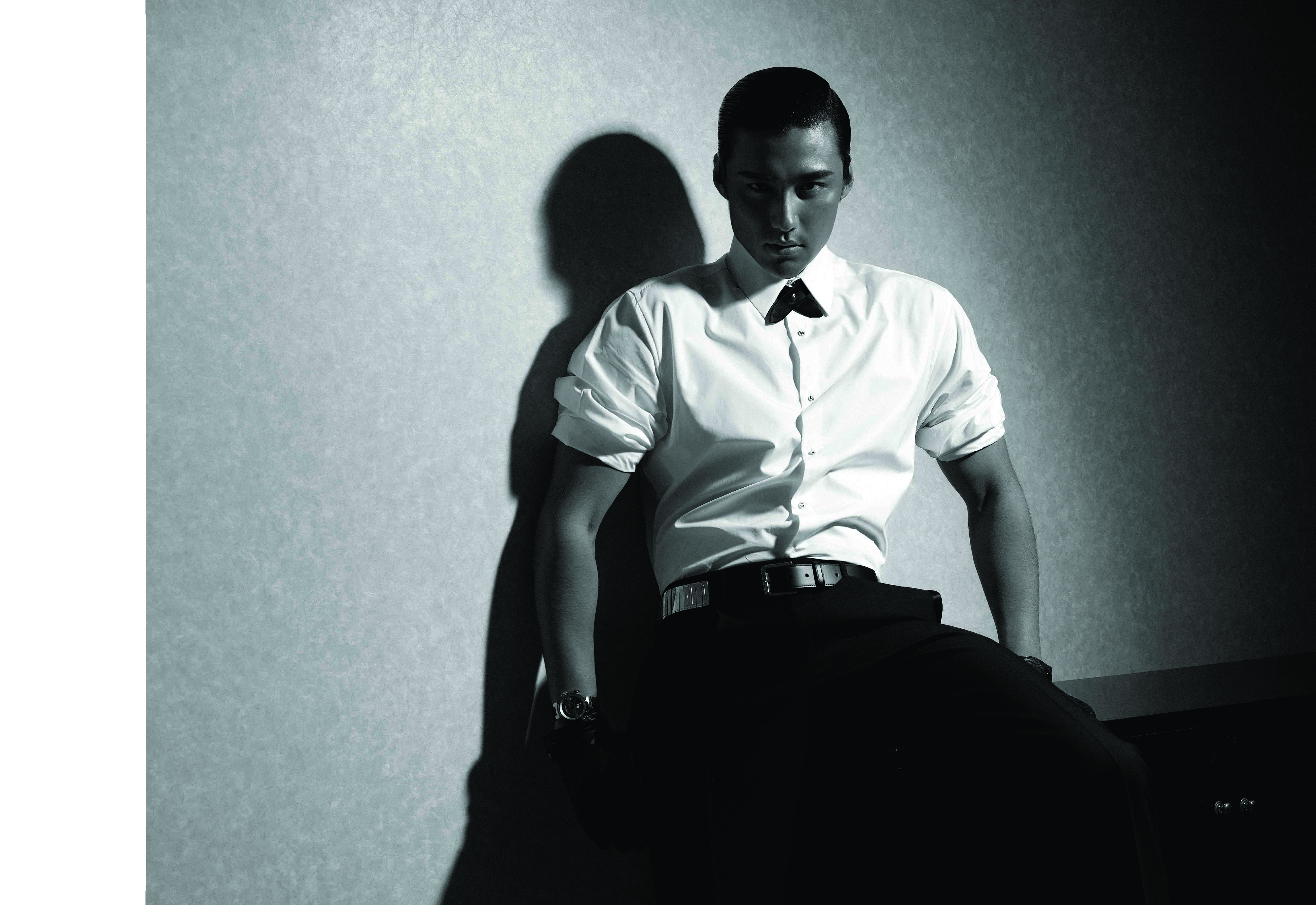
Hu Bing durante una sesión fotográfica para "LV" en el 2004.

### Series de televisión
- Love Advanced Customization (2020) como Su Yushan.
- Legend of Fei (2019)
- Ice Fantasy (2016) como Huo Yi.

### Películas
- Legend of the Naga Pearls (2017).

### Programas de variedades
| Año  | Programa            | Notas    |
| ---- | ------------------- | -------- |
| 2020 | Day Day Up          | invitado |
| 2020 | Ace vs Ace Season 5 | invitado |
| 2017 | Happy Camp          | invitado |

### Revistas / sesiones fotográficas
| Año  | Título           | Notas                                           |
| ---- | ---------------- | ----------------------------------------------- |
| 2020 | BNT China        | publicación especial por el Día de San Valentin |
| 2019 | Men’s Uno Taiwan | publicación de diciembre                        |

## Como filántropo
- Goodwill Ambassador for the Zhejiang Provincial Fundation For The Disabled
- The Asian Goodwill Ambassador for the World Wide Fund For Nature
- Spokesperson for the Capital Collegian Green World Association
- Donated and made celebrity endorsement for the Save The Children Fund
- Ambassador for Environmental Protection for the World Wide Fund For Nature
- Goodwill Ambassador for the “2010 Book House of Happiness” Charity Event

## Premios
- 1991 China’s Top Male Model Award
- 1992 The Ultimate Model Achievement Award
- 1999 Fashion Model’s Life Time Achievement Award
- 2000 Outstanding New Musical Artist Award
- 2001 Most Fashionable Actor Award
- 2002 Most Popular Actor Award
- 2003 Soho’s Top Ten Red-Hot Stars Award
- 2004 Best Fashion Model of the Year
- 2004 Top of the Pop Charts Chinese Idol of the Year
- 2004 HK-Shanghái Fashion Icon of the Year
- 2004 Actor with the Most Outstanding Appearance
- 2005 Top Ten Most Popular TV Stars
- 2005 Top Ten Actors of the Year
- 2005 The No. 1 Chinese Idol Award
- 2005 Top Ten Platinum Singles Award
- 2005 Most Valuable Personality in TV Advertisement
- 2006 HK’s Top Ten Fashion Stars Award
- 2009 Asian Fashion Icon Award
- 2010 Fashion Icon of the Decade Award
- 2013 Most Significant Chinese Fashion Icons In The Past 20 years.